# Eugen Heinz Druck- und Verlagsgesellschaft
Die Eugen Heinz Druck- und Verlagsgesellschaft mbH, Stuttgart, verlegt mehrere Anzeigenblätter in einigen Stuttgarter Stadtteilen und Nachbarkommunen. In ihrem Verbreitungsgebiet ist sie auch als Verlag Grüne Woche bekannt.
Das im Jahre 1903 von Eugen Heinz sen. gegründete Unternehmen wird von Verleger Peter Heinz in der vierten Generation geführt. 1905 erschien die erste Ausgabe der Zuffenhäuser Rundschau. Bis Okt 2014  erschienen in dem Verlag sechs Anzeigenblätter (Zuffenhäuser Woche, Feuerbacher Woche, Grüne Woche Botnang, Weilimdorfer Anzeiger, Grüne Woche Gerlingen, Stadt-Rundschau Korntal-Münchingen) sowie das Wochenjournal Heinz! für Bad Cannstatt und Umgebung mit einer Gesamtauflage von über 120.000 Exemplaren. 
Die Grüne Woche Botnang erscheint (Stand 2014) nun bereits im 65. Jahrgang, der Weilimdorfer Anzeiger im 64. Jahrgang und die Zuffenhäuser Woche im 61. Jahrgang; sie gehören somit zu den ältesten Anzeigenblättern Deutschlands. 
Mit Wirkung zum 1. Oktober 2014 wurden die Zeitungstitel an die Stadtanzeiger-Gruppe (Böblingen, Mutter-Konzern Reiff-Medien, Offenburg) verkauft und erscheinen seitdem im GW Zeitungsverlag GmbH.
Die Stadtanzeiger-Gruppe hat ihre Verlagsaktivitäten und Zeitungstitel inkl. Grüne Woche an die Zeitungsgruppe Stuttgart (Stuttgarter Zeitung und weitere Zeitungen) verkauft und stellte kurzfristig ab 17. Mai 2017 die Herausgabe sämtlicher Zeitungstitel ein. 
Ab diesem Zeitpunkt wird keine kostenlose gedruckte Wochenzeitung Grüne Woche (und weitere Titel) mehr herausgegeben und kostenlos verteilt. Damit endet eine Zeitungstradition, die 1903 in Zuffenhausen begründet wurde.